# Mossi (volk)

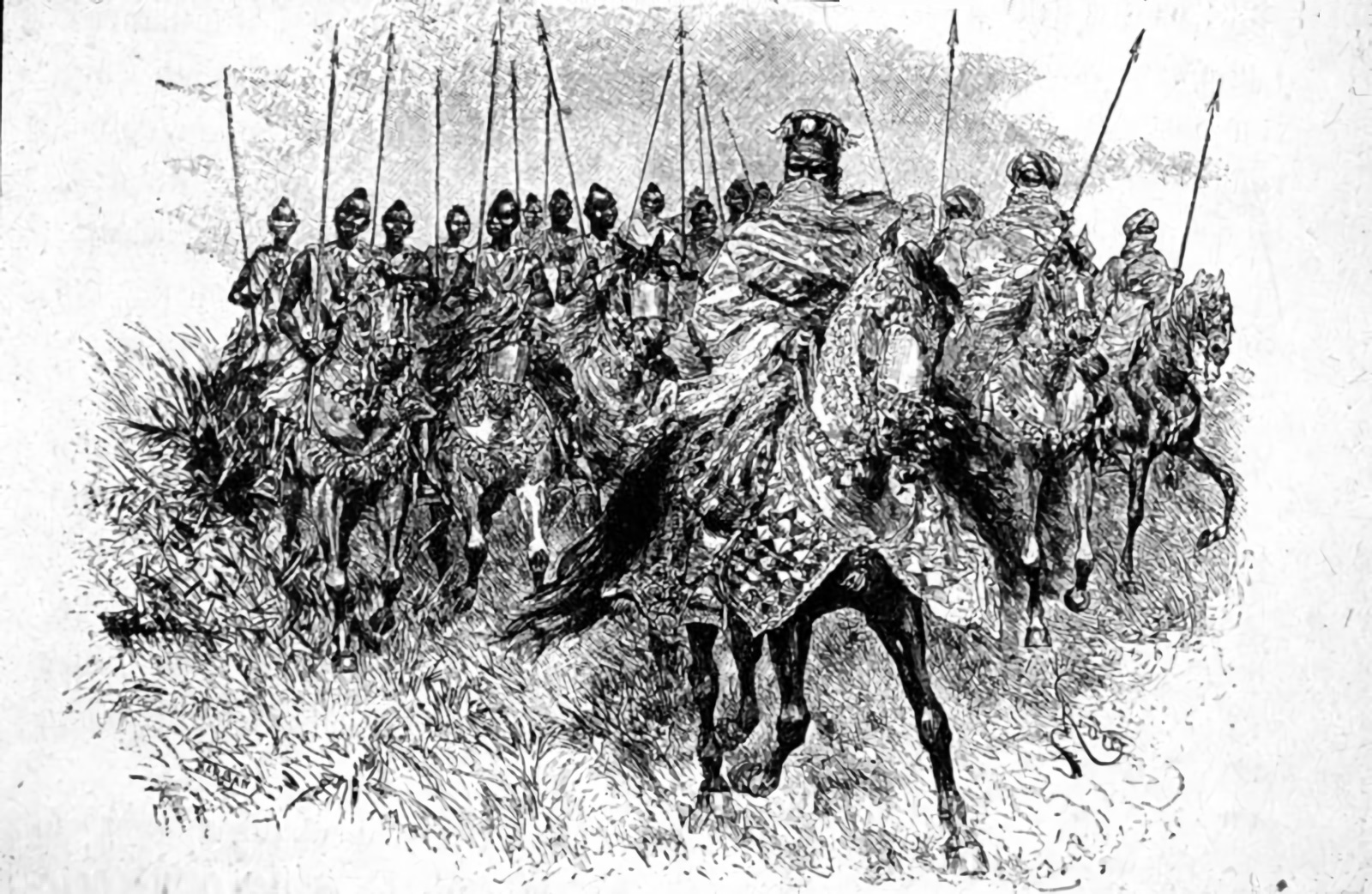
Cavalerie van de Mossi rond 1890

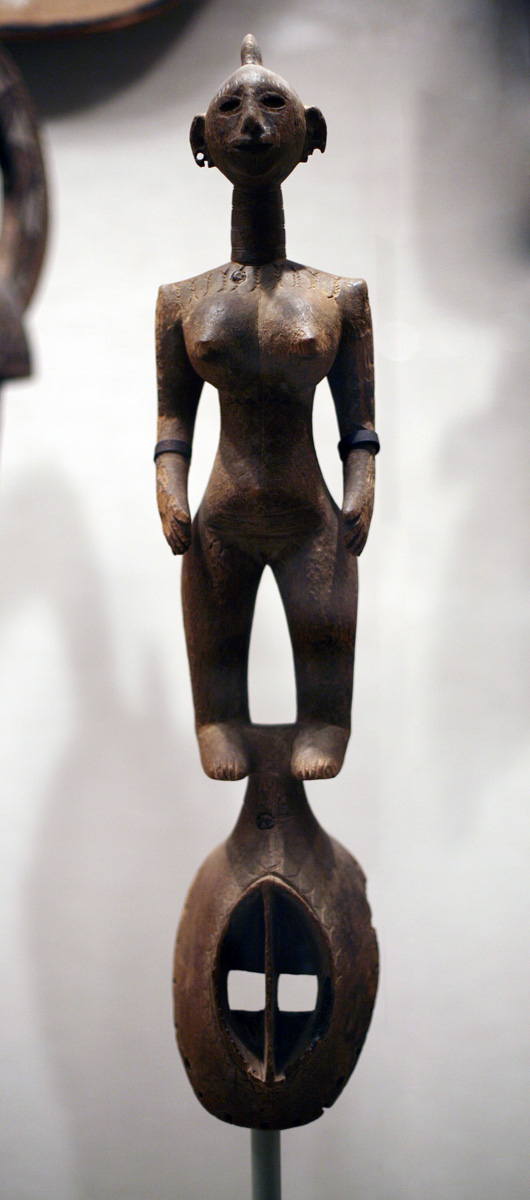
Masker

De Mossi, ook bekend onder de namen Mole, Moose, Mosi en Moshi, zijn de grootste etnische groep van Burkina Faso. Ze vormen ongeveer 40% van de bevolking van dit West-Afrikaans land, of ongeveer zes miljoen mensen.
De Mossi hebben een rijke cultuur waar kunst een grote rol in speelt. Met name hun beeldhouwwerk wordt als indrukwekkend beschouwd. Met hun gecentraliseerde en hiërarchische politiek zijn de Mossi uniek in Burkina Faso. De Mossi doen vooral aan landbouw en hebben kunnen overleven dankzij hun strikte politieke structuur.
Ook nu nog bestaan er Mossikoningen. Ze worden gerespecteerd door hun volk maar echte politieke macht hebben ze niet meer.
De taal van de Mossi is het More.